# ラファエル・ドワミーナ
ラファエル・ドワミーナ（Raphael Dwamena、1995年9月12日 - 2023年11月11日）はガーナの元サッカー選手。ポジションはFW。

## 経歴
2014年1月、レッドブル・ザルツブルクに入団。
2017年1月27日、スイス・チャレンジリーグのFCチューリッヒに移籍した。同年8月21日にはプレミアリーグのブライトン・アンド・ホーヴ・アルビオンFCへの移籍が決まりかけたが、メディカルチェックをパスしなかったため破談に終わった。
2018年8月7日、ラ・リーガのレバンテUDに4年契約で移籍した。
2019年7月、レアル・サラゴサへレンタル移籍
。
2020年8月20日、デンマーク・スーペルリーガのヴェイレBKへ移籍。
2023年11月11日、カテゴリア・スペリオレのKFエグナティアとFKパルティザニ・ティラナの試合中に心停止で倒れ、病院に向かう途中の救急車で死去した。